# Jules Eugène Lenepveu

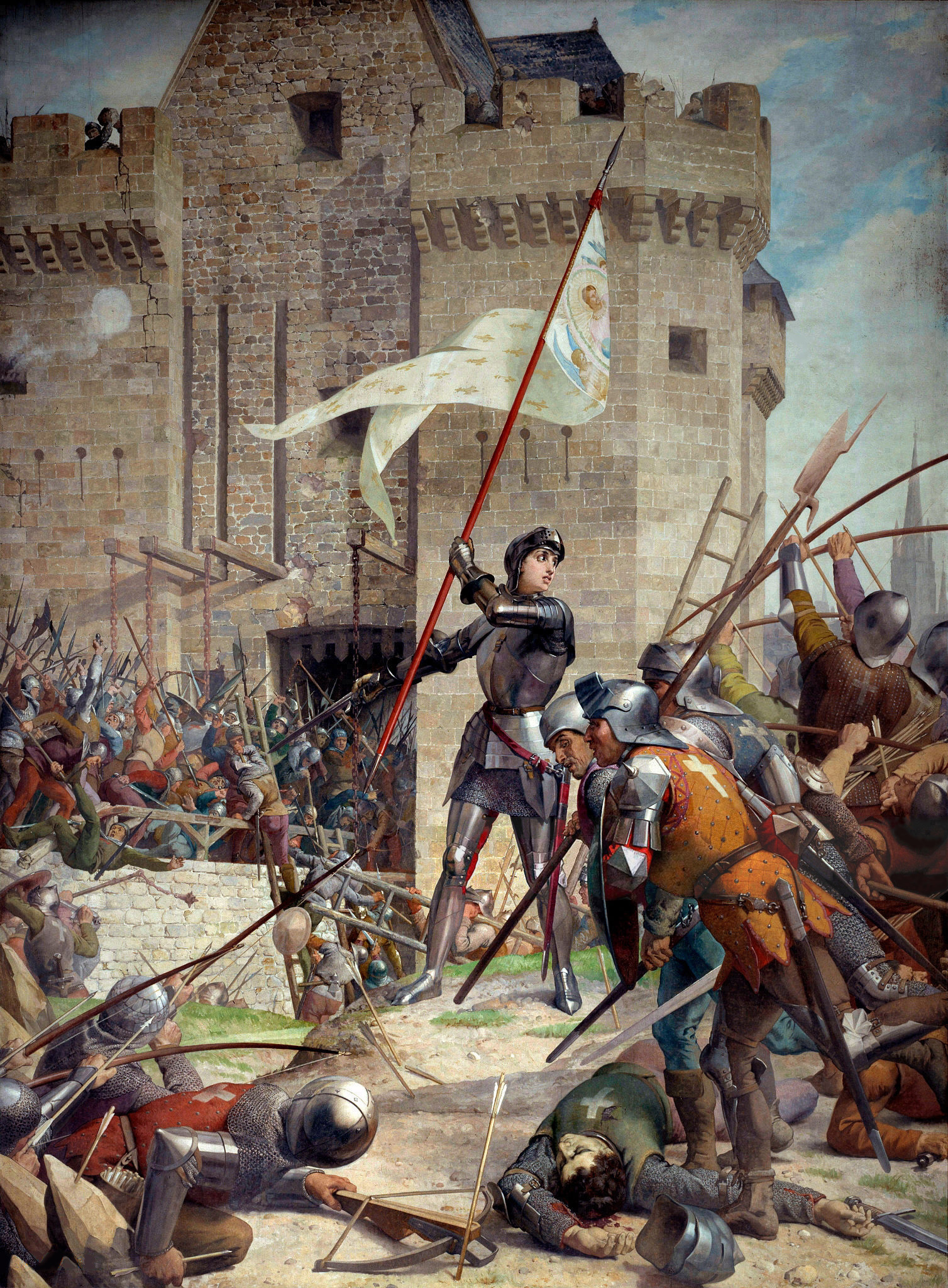
La Libération d'Orléans, cuadro de Jules Eugéne Lenepveu.

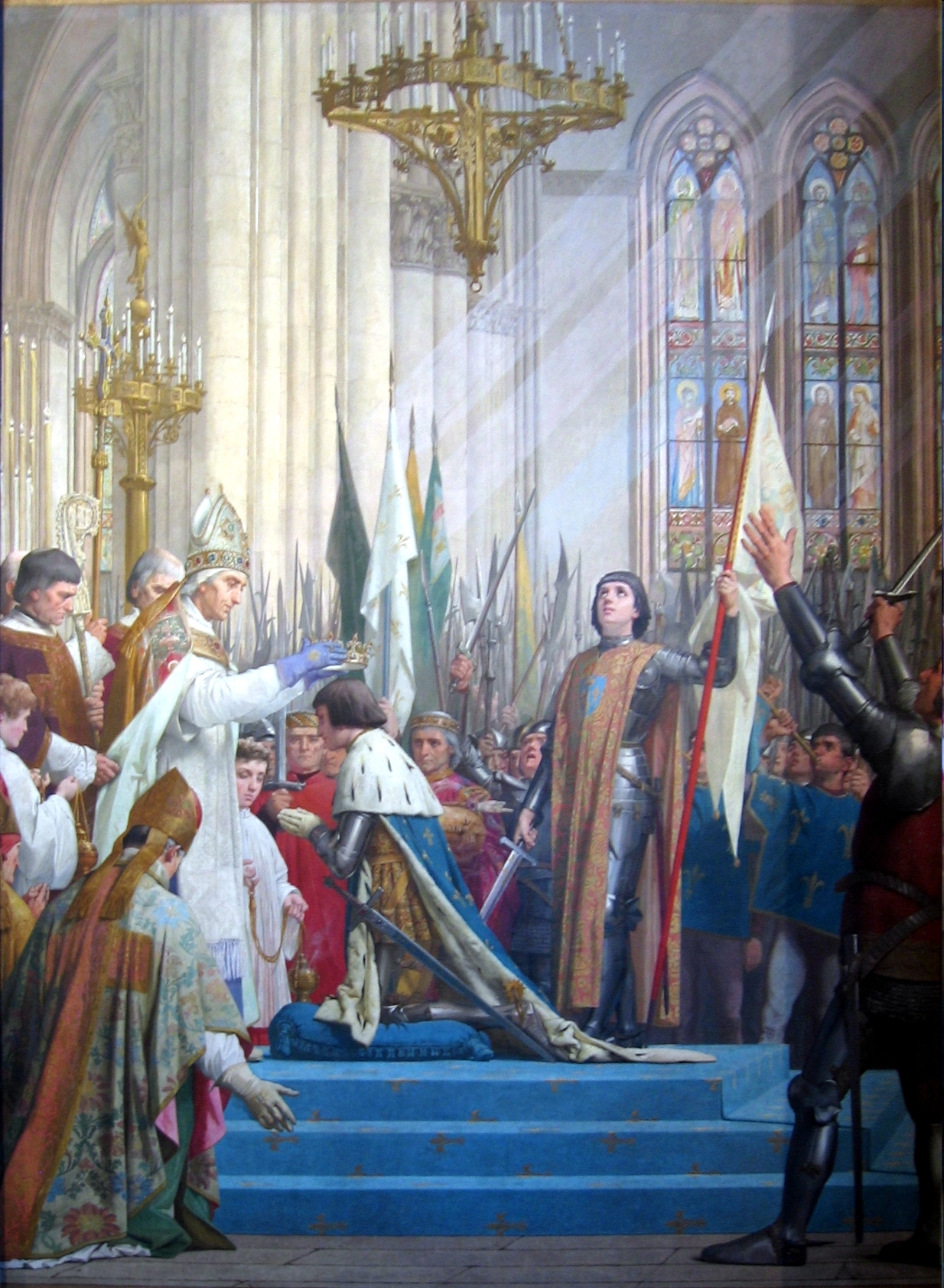
Sacre de Charles VII à Reims par l'archevêque Charles de Chartres, cuadro de Jules Eugène Lenepveu.

Jules Eugène Lenepveu o Jules Lenepveu (Angers, 12 de diciembre de 1819-París, 16 de octubre de 1898) fue un pintor francés especializado en temas históricos.

## Biografía
Entró en la Escuela de Bellas Artes de Angers y allí fue alumno de Mercier; luego pasó a la Escuela de Bellas Artes de París, donde fue admitido en el taller de François-Édouard Picot. Expuso su obra L'Idylle ("El idilio") en el Salón de 1843. Obtuvo el primer premio de pintura de Roma en 1847.
Sus composiciones históricas y alegóricas le hicieron muy célebre. Se le debe el techo de la Ópera de París (1869-1871), camuflado desde 1964 por una obra de Marc Chagall, y el del Teatro de Angers (1871). Fue nombrado director de la Academia Francesa en Roma entre 1873 y 1878. Participó en la decoración del Panteón de París entre 1886 y 1890 con varios cuadros consagrados a diversas escenas de la vida de Juana de Arco. Está enterrado en Angers, en el Cementerio del Este. Se levantó un monumento a su memoria en el patio de la Escuela Nacional Superior de Bellas Artes de París en 1900.

## Distinciones
- 1847: Premio de Roma en pintura.
- 1862: Caballero de la Legión de honor.
- 1876: Oficial de la Legión de honor.
- 1878: Comendador de la Orden de San Gregorio.
- 1893: Comendador de la Orden de Isabel la Católica.

## Obras
- Les Martyrs aux catacombes, 1855, óleo sobre tela, Museo de Orsay.
- Les Muses et les heures du jour et de la nuit, 1872, pintura sobre techo, Museo de Orsay.
- Jeanne d'Arc bergère, 1886 a 1890, Panteón de París.
- Jeanne d'Arc en armure devant Orléans, 1886 a 1890, Panteón de París.
- Jeanne d'Arc sur le bûcher à Rouen, 1886 a 1890, Panteón de París.
- Jeanne d'Arc à Reims lors du sacre du roi Charles VII, 1886 a 1890, Panteón de París.

- Datos: Q1543513
- Multimedia: Jules Eugène Lenepveu / Q1543513